# Eucera excisa
Eucera excisa är en biart som beskrevs av Alexander Mocsáry 1879.
Eucera excisa ingår i släktet långhornsbin och familjen långtungebin. Inga underarter finns listade i Catalogue of Life.